# Независимый директор
Незави́симый дире́ктор — член совета директоров акционерного общества, который, по мнению, избирающих его акционеров независим от должностных лиц общества, их аффилированных лиц, крупных контрагентов общества, и который не находится с обществом в иных отношениях, которые могут повлиять на независимость его суждений. 
Понятие "независимый директор" шире понятия члена совета директоров - директора,  не заинтересованного  в совершении  некоторых видов корпоративных действий, например, сделок с заинтересованностью.
В практике корпоративного управления РФ, чтобы независимые директора могли влиять на решения, принимаемые Советом директоров, рекомендуется, чтобы независимые директора составляли не менее одной трети состава Совета директоров. Совет директоров должен проводить оценку независимости кандидатов в члены Совета директоров и делать заключение о независимости кандидата, а также осуществлять регулярный анализ независимых членов Совета директоров на предмет соответствия критериям независимости.

## Признание директора независимым
Существует несколько документов, устанавливающих требования к условиям, при которых члены совета директоров акционерного общества признаются независимыми. В частности, определение независимого директора даётся в следующих документах:

### Закон об акционерных обществах[2]
(Примечание: корпоративными организациями являются не только акционерные общества, но и общества с ограниченной ответственностью и другие организационно-правовые формы РФ, см. ОКОПФ)
Актуальная редакция закона  не содержит определения "независимого директора" акционерного общества (АО). 
Однако в целях одобрения сделки с заинтересованностью в публичном акционерном обществе используется понятие "члена совета директоров (наблюдательного совета) общества, который не заинтересован в её  [сделке с заинтересованностью] совершении", не является и не являлся в течение одного года, предшествовавшего принятию решения:
- лицом, осуществляющим функции единоличного исполнительного органа АО, в том числе его управляющим, членом коллегиального исполнительного органа, лицом, занимающим должности в органах управления управляющей организации;
- лицом, супруг, родители, дети, полнородные и неполнородные братья и сестры, усыновители и усыновленные которого являются лицами, занимающими должности в указанных органах управления АО, управляющей организации общества либо являющимися управляющим общества;
- лицом, контролирующим общество или управляющую организацию (управляющего), которой переданы функции единоличного исполнительного органа общества, или имеющим право давать обществу обязательные указания.настоящей статьи, в публичном обществе решение о согласии на совершение сделки, в совершении которой имеется заинтересованность, принимается советом директоров (наблюдательным советом) общества большинством голосов (если необходимость большего числа голосов не предусмотрена уставом общества) директоров, не заинтересованных в ее совершении, не являющихся и не являвшихся в течение одного года, предшествовавшего принятию решения.

### Кодекс корпоративного поведения
(Примечание: устарел, но сохранил ценность с научной точки зрения)
Для того, чтобы акционерное общество могло заявить о том, что им соблюдаются положения Кодекса корпоративного поведения, в составе его Совета директоров должны быть независимые директора, соответствующие следующим требованиям:
- они не являлись в течение последних 3 лет и не являются должностными лицами (управляющим) или работниками общества, а также должностными лицами или работниками управляющей организации общества;
- они не являются должностным лицом другого общества, в котором любое из должностных лиц общества является членом комитета совета директоров по кадрам и вознаграждениям;
- они не являются аффилированными лицами должностного лица (управляющего) общества (должностного лица управляющей организации общества);
- они не являются аффилированными лицами общества, а также аффилированными лицами таких аффилированных лиц;
- они не являются сторонами по обязательствам с обществом, в соответствии с условиями которых они могут приобрести имущество (получить денежные средства), стоимость которого составляет 10 и более процентов совокупного годового дохода указанных лиц, кроме получения вознаграждения за участие в деятельности совета директоров;
- они не являются крупным контрагентом общества (таким контрагентом, совокупный объём сделок общества с которым в течение года составляет 10 и более процентов балансовой стоимости активов общества);
- они не являются представителями государства.

### Кодекс корпоративного управления
Кодекс корпоративного управления, принятый  Банком России в 2014 году устанавливает, что в соответствии с наилучшей практикой корпоративного управления под "независимыми директорами" понимаются лица, которые обладают достаточной самостоятельностью для формирования собственной позиции и которые способны выносить объективные и добросовестные суждения, независимые от влияния исполнительных органов общества, отдельных групп акционеров или иных заинтересованных сторон, а также обладают достаточной степенью профессионализма и опыта.
Независимым директором (кандидатом для избрания в качестве независимого директора) рекомендуется считать лицо, которое:
- не связано с обществом;
- не связано с существенным акционером  общества;
- не связано с существенным контрагентом или конкурентом общества;
- не связано с государством (Российской Федерацией, субъектом Российской Федерации) или муниципальным образованием.

При этом кодексом признаётся, что  невозможно полностью перечислить все возможные обстоятельства, способные повлиять на независимость директора.
Кодекс имеет рекомендательный характер. Банк России рекомендует его к применению акционерными обществами, ценные бумаги которых допущены к организованным торгам.

### Методические рекомендации Росимущества по организации работы Совета директоров в акционерном обществе, утв. Приказом Росимущества от 21.11.2013 N 357[3]
Согласно документу Совет директоров должен проводить оценку независимости кандидатов в члены Совета директоров и делать заключение о независимости кандидата, а также осуществлять регулярный анализ независимых членов Совета директоров на предмет соответствия критериям независимости.
При проведении такой оценки содержание должно превалировать над формой. В международной практике встречается такое "неформальное" определение независимого директора: "обладает независимым сознанием и кошельком". Но, поскольку и в сознание, и в кошелек кандидата заглянуть не так просто, в законодательстве, требованиях листинга, кодексах лучшей практики обычно содержатся определенные критерии, по которым может быть определена независимость директора. 
Приложение Г  Методических рекомендаций представляет критерии независимости в соответствии с обновленным российским кодексом корпоративного управления:

1) кандидат и (или) связанные с ним лица   не являются и в течение 3 последних календарных лет не являлись членами исполнительных органов или работниками общества, подконтрольного ему юридического лица и (или) управляющей организации общества;
2) кандидат и (или) связанные с ним лица не являются членами совета директоров юридического лица, которое контролирует общество или является его подконтрольным лицом, или упр. компании;
3) кандидат и (или) связанные с ним лица не получали вознаграждения и прочих материальных выгод (в том числе займов, услуг) от общества и (или) подконтрольных ему юридических лиц, превышающих 1 млн. рублей в год в течение любого из 3 последних календарных лет. При этом не учитываются выплаты и (или) компенсации, которые кандидат и (или) связанные с ним лица получили в качестве вознаграждения и (или) возмещения расходов за исполнение обязанностей члена совета директоров (комитета совета директоров) общества и (или) подконтрольного ему юридического лица, в том числе связанных со страхованием их ответственности в качестве членов совета директоров, а также доходы и иные выплаты, полученные кандидатом и (или) связанными с ним лицами по ценным бумагам общества и (или) подконтрольного ему юридического лица;
4) кандидат и (или) связанные с ним лица не являются владельцами акций или выгодоприобретателями по акциям общества или существенного контрагента общества, составляющим более 5 процентов уставного капитала или общего количества голосующих акций (долей);
5) кандидат и (или) связанные с ним лица не являются зависимыми от существенного акционера общества, а именно:
а) не являются работниками и (или) членами органов управления существенного акционера общества (юридического лица из группы организаций <24>, в состав которой входит существенный акционер общества);
б) не получали вознаграждение и прочие материальные выгоды от существенного акционера общества (юридического лица из группы организаций, в состав которой входит существенный акционер общества), превышающих 1 млн. рублей в год в течение любого из 3 последних календарных лет. При этом не учитываются выплаты и (или) компенсации, которые кандидат и (или) связанные с ним лица получили в качестве вознаграждения и (или) возмещения расходов за исполнение обязанностей члена совета директоров (комитета совета директоров) существенного акционера общества (юридического лица из группы организаций, в состав которой входит существенный акционер общества), в том числе связанных со страхованием их ответственности в качестве членов совета директоров, а также доходы и иные выплаты, полученные кандидатом и (или) связными с ним лицами по ценным бумагам существенного акционера общества (юридического лица из группы организаций, в состав которой входит существенный акционер общества);
в) не являются членами совета директоров более двух юридических лиц, подконтрольных существенному акционеру общества или лицу, контролирующему существенного акционера общества;
6) кандидат и (или) связные с ним лица не являются работниками и (или) членами органов управления существенного контрагента общества, а также юридических лиц, контролирующих существенного контрагента общества или подконтрольных ему юридических лиц;
7) кандидат и (или) связные с ним лица не оказывают и в течение последних 3 лет не оказывали аудиторские, бухгалтерские услуги, услуги оценщика, налогового консультанта обществу или подконтрольным ему юридическим лицам, а если такие услуги оказываются или оказывались организациями - не являются и в течение последних 3 лет не являлись работниками, участвующими или участвовавшими в оказании таких услуг, и (или) членами органов управления указанных организаций;
8) кандидат и (или) связные с ним лица не оказывают консультационные услуги обществу или подконтрольным ему юридическим лицам, а если такие услуги оказываются организациями - не являются работниками, участвующими в оказании таких услуг, и (или) членами органов управления указанных организаций;
9) кандидат и (или) связные с ним лица не являются и в течение последних 3 лет не являлись членами органов управления рейтинговых агентств, оказывающих или оказывавших услуги обществу или подконтрольным ему юридическим лицам, или работниками указанных агентств, участвующими или участвовавшими в оказании соответствующих услуг;
10) кандидат и (или) связные с ним лица не являются работниками и (или) членами исполнительных органов юридического лица, в котором любой из работников и (или) членов исполнительных органов общества является членом комитета совета директоров по вознаграждениям;
11) кандидат не занимал должность члена совета директоров общества более 7 лет;
12) кандидат не связан с государством или муниципальными образованиями, органами государственной власти или местного самоуправления, а именно:
а) не является и не являлся в течение года, предшествующего избранию в совет директоров общества, государственным или муниципальным служащим, работником Банка России;
б) не является представителем Российской Федерации, субъекта Российской Федерации или муниципального образования в совете директоров общества, в отношении которого принято решение об использовании специального права на участие в управлении ("золотой акции");
в) не является и не являлся в течение года, предшествующего избранию в совет директоров общества, работником или членом органа управления организации, находящейся под контролем Российской Федерации, субъекта Российской Федерации или муниципального образования, работником государственного или муниципального унитарного предприятия или учреждения, если он выдвигается для избрания в состав совета директоров общества, в котором под контролем Российской Федерации, субъекта Российской Федерации или муниципального образования находится более 5 процентов уставного капитала или голосующих акций общества;
г) не имеет обязанности голосовать по одному или нескольким вопросам компетенции совета директоров в соответствии с директивой Российской Федерации, субъекта Российской Федерации или муниципального образования.

Чтобы независимые директора могли влиять на решения, принимаемые Советом директоров, рекомендуется, чтобы независимые директора составляли не менее одной трети состава Совета директоров.

### Правила Фондовой биржи РТС
Для целей включения обращающихся на бирже ценных бумаг в котировальные списки в соответствии с Правилами Фондовой биржи РТС в совете директоров эмитента должно быть определенное количество независимых членов совета директоров, которые должны отвечать следующим требованиям:
- не являться на момент избрания и в течение 1 года, предшествующего избранию, должностными лицами или работниками эмитента (управляющего);
- не являться должностными лицами другого хозяйственного общества, в котором любое из должностных лиц этого общества является членом комитета совета директоров по кадрам и вознаграждениям;
- не являться супругами, родителями, детьми, братьями и сестрами должностных лиц (управляющего) эмитента (должностного лица управляющей организации эмитента);
- не являться аффилированными лицами эмитента, за исключением члена совета директоров эмитента;
- не являться сторонами по обязательствам с эмитентом, в соответствии с условиями которых они могут приобрести имущество (получить денежные средства), стоимость которого составляет 10 и более процентов совокупного годового дохода указанных лиц, кроме получения вознаграждения за участие в деятельности совета директоров общества;
- не являться представителями государства, т. е лицами, которые являются представителями Российской Федерации или субъектов Российской Федерации в совете директоров акционерных обществ, в отношении которых принято решение об использовании специального права («золотой акции») и лицами, избранными в совет директоров из числа кандидатов, выдвинутых Российской Федерацией, а также субъектом Российской Федерации или муниципальным образованием, если такие члены совета директоров должны голосовать на основании письменных директив (указаний и т. д.) соответственно субъекта Российской Федерации или муниципального образования

### Правила листинга ПАО "Московская биржа"
Московская биржа предлагает руководствоваться расширенным и детализированным списком критериев определения независимости членов совета директоров (наблюдательного совета), которые раскрываются   в Приложении 4 к Правилам листинга